# Vancouver Police Centennial Museum
Das Vancouver Police Centennial Museum ist ein Museum in der kanadischen Stadt Vancouver. Es befasst sich mit der Geschichte des Vancouver Police Department (VPD), der städtischen Polizei. Das Museum befindet sich an der 240 East Cordova Street im Stadtteil Gastown, im ehemaligen Sitz der städtischen Rechtsmedizin (Coroner's Court). Das Gebäude steht unter Denkmalschutz.
Das Museum wird von der Vancouver Police Historical Society betrieben, einer 1983 gegründeten Non-Profit-Organisation. Die Eröffnung erfolgte 1986, aus Anlass des 100. Jubiläums der Stadtgründung und der städtischen Polizei. Gezeigt werden rund 20.000 Objekte, darunter Archivdokumente, Fotos, Publikationen, beschlagnahmte Waffen und Falschgeld. Das bietet auch Lehrveranstaltungen für Kinder an und organisiert Führungen durch die Nachbarschaft, die unter dem Motto „Die Sünden der Stadt“ (Sins of the City) stehen.